# Сабин (приход)
Саби́н (англ. Sabine Parish, фр. Paroisse de Sabine) — приходов штата Луизиана, США. Официально образован в 1843 году. По состоянию на 2010 год, численность населения составляла 24 233 человека.

## География
По данным Бюро переписи США, общая площадь прихода равняется 2 621,083 км2, из которых 2 245,532 км2 — суша, и 375,550 км2, или 14,000 %, — это водоёмы.

## Население
По данным переписи населения 2000 года на территории прихода проживает 23 459 жителей в составе 9221 домашнее хозяйство и 6 593 семьи. Плотность населения составляет 10,00 человек на км2. На территории прихода насчитывается 13 671 жилое строение, при плотности застройки около 6,00-ти строений на км2. Расовый состав населения: белые — 72,67 %, афроамериканцы — 16,87 %, коренные американцы (индейцы) — 7,79 %, азиаты — 0,15 %, гавайцы — 0,02 %, представители других рас — 0,32 %, представители двух или более рас — 2,18 %. Испаноязычные составляли 2,74 % населения независимо от расы.
В составе 31,40 % из общего числа домашних хозяйств проживают дети в возрасте до 18 лет, 55,70 % домашних хозяйств представляют собой супружеские пары, проживающие вместе, 12,00 % домашних хозяйств представляют собой одиноких женщин без супруга, 28,50 % домашних хозяйств не имеют отношения к семьям, 26,00 % домашних хозяйств состоят из одного человека, 12,80 % домашних хозяйств состоят из престарелых (65 лет и старше), проживающих в одиночестве. Средний размер домашнего хозяйства составляет 2,50 человека, и средний размер семьи 3,00 человека.
Возрастной состав прихода: 26,20 % моложе 18 лет, 8,30 % от 18 до 24, 24,50 % от 25 до 44, 24,40 % от 45 до 64 и 24,40 % от 65 и старше. Средний возраст жителя прихода — 38 лет. На каждые 100 женщин приходится 95,70 мужчин. На каждые 100 женщин старше 18 лет приходится 92,60 мужчин.
Средний доход на домохозяйство прихода составлял 26 655 USD, на семью — 32 470 USD. Среднестатистический заработок мужчины был 29 726 USD против 18 514 USD для женщины. Доход на душу населения составлял 15 199 USD. Около 16,30 % семей и 21,50 % общего населения находились ниже черты бедности, в том числе — 29,00 % молодёжи (тех, кому ещё не исполнилось 18 лет) и 17,50 % тех, кому было уже больше 65 лет.